# موغ
موغ (به لاتین: Almog) یک منطقهٔ مسکونی در اسرائیل است که در یهودا و شومرون واقع شده‌است.